# Gaga'ifomauga
Gagai'fomauga è un distretto di Samoa. Comprendente parte dell'isola Savai'i, ha una popolazione (censimento 2016) di 4.877 abitanti. Il capoluogo è A'opo.